# Auto Train
A Auto Train egy napi rendszerességgel közlekedő vasúti járat az USA-ban. Az Amtrak üzemelteti 1981. október 2. óta a virginiai Lorton (Washington közelében) és a floridai Sanford (Orlando közelében) között. Az Auto Train az egyetlen autósvonat-szolgáltatás az Egyesült Államokban. A legutolsó pénzügyi évben összesen 236 041 (2019) utas utazott a járaton, naponta átlagosan 647 (2019) utasa volt.
A járat érdekessége, hogy a személykocsikon kívül autószállító tehervagonokat is továbbít az útja során. Csak a két végállomáson áll meg, közbenső állomása nincs. A menetidő kb. 17 óra.
Az utasok ülőhelyes kocsikban vagy hálókocsik privát szobáiban utaznak, míg járműveiket zárt, autószállító tehervagonokban, úgynevezett autorackokban szállítják. A vonat akár 340 járművet is szállíthat. A vonathoz társalgókocsik és étkezőkocsik is tartoznak. Az Auto Train lehetővé teszi utasai számára, hogy elkerüljék a 95-ös autópályán való közlekedést Virginia, Észak-Karolina, Dél-Karolina, Georgia és Florida államokban, miközben saját járműveiket magukkal viszik. Az Amtrak távolsági vonatai közül ennek a vonatnak van a legnagyobb bevétele.
A szolgáltatás az 52-es számú észak felé közlekedő és az 53-as számú dél felé közlekedő vonatként közlekedik. A vonat megállás nélkül közlekedik a virginiai és a floridai végállomások között, kivéve egy rövid megállást a dél-karolinai Florence-ben, ahol karbantartás és a mozdonyvezetők és kalauzok személyzeti cseréje történik.
Az Amtrak Auto Train egy korábbi, hasonló nevű szolgáltatás utódja, amelyet a magántulajdonban lévő Auto-Train Corporation üzemeltetett az 1970-es években.